# Banditterne fra Klippebjergene
Banditterne fra Klippebjergene er en amerikansk stumfilm fra 1918 af John Ford.

## Medvirkende
- Harry Carey som Cheyenne Harry
- Duke R. Lee som Cimmaron Bill
- Neva Gerber som Bess Thurston
- Vester Pegg som Jack Thurston
- Joe Harris som Beau Ross